# Yesid Aponzá
Yesid Alberto Aponzá Romero (Guachené, Cauca, Colombia, 14 de enero de 1992-Guachené, 2 de octubre de 2016) fue un futbolista colombiano. Jugó como defensor y mediocampista mixto. Su último equipo fue el club La Equidad de la Primera División de Colombia. Falleció el 2 de octubre de 2016 a causa de un accidente de tránsito en el municipio de Guachené, Cauca.

## Equipos
Aponzá jugó para los equipos Independiente Medellín (2011), América de Cali (2012), Boyacá Chicó (2014-2015) y actualmente formaba parte del equipo La Equidad.

## Muerte
Murió el 2 de octubre en un accidente de tránsito en el municipio de Guachené, Cauca. Las autoridades de dicho municipio continúan las investigaciones correspondientes. Esta noticia fue confirmada por el equipo de fútbol La Equidad de manera oficial, donde la Institución lamenta el fallecimiento del futbolista de 24 años.

## Clubes
| Club                   | País     | Año       | PJ (G) |
| ---------------------- | -------- | --------- | ------ |
| Independiente Medellín | Colombia | 2011      | 9 (1)  |
| América de Cali        | Colombia | 2012      | 37 (0) |
| Boyacá Chicó           | Colombia | 2014–2015 | 27 (1) |
| La Equidad             | Colombia | 2015–2016 | 23 (0) |